# Џоун Фонтејн
Џоун Фонтејн (енгл. Joan Fontaine; Токио, 22. октобра 1917 — Кармел, 15. децембра 2013) била је британско-америчка глумица.

## Биографија
Сестра јој је глумица Оливија де Хавиленд. Са родитељима који су били Британци и сестром преселила се у Калифорнију 1919. године.
Своју каријеру је започела у позоришту 1935. године, а исте године је потписала уговор са филмским студијом РКО. Године 1941. номинована је за награду Америчке филмске академије у категорији најбоље глумице за улогу у филму Алфреда Хичкока Ребека. Следеће године освојила је награду Академије за главну глумицу улогом у још једном Хичкоковом филму "Сумња". Фонтејнова је тако постала једини глумац који је освојио Оскара за улогу у неком Хичкоковом филму. Она и Оливија де Хавиленд су једине сестре које су освојиле награде Академије за главне улоге. Трећи пут је номинована за Оскара 1943. године за главну улогу у филму "Константна нимфа". Освојила је и две награде Удружења филмских критичара Њујорка.
Током 40-их па све до 90-их година Фонтејнова је наставила каријеру улогама у позоришту, на радију, телевизији и филму. Последњи играни филм под називом "Вештице" снимила је 1966. године, а последњи пут се појавила на екрану у улози краљице Људмиле 1994. године.
Играла је и на Бродвеју у представама "Чај и симпатија" и "Четрдесет карата". Осамдесетих година је гостовала у тада популарним ТВ серијама "Брод љубави", "Хотел", а за улогу у сапуници "Рајанова нада" номинована је за награду Еми 1980. године.
Своју аутобиографију под називом No Bed of Roses објавила је 1978. године. Године 1982. била је председник жирија 32-ог Међународног филмског фестивала у Берлину. Последњих двадесет година је живела повучено у својој кући у Кармелу, где је и умрла.
Имала је двојно британско-америчко држављанство, а амерички грађанин је постала 1943. године. За свој допринос филмској уметности 1960. године је добила звезду на Холивудској стази славних.
Удавала се четири пута и имала је две кћерке (биолошку и усвојену).

## Филмографија
| 1935.                       | No More Ladies                     | Caroline 'Carrie' Rumsey             | -            | 1937. | A Million to One | Joan Stevens                 |                |  |
| Quality Street              | Charlotte Parratt                  |                                      |              | 1937. |                  |                              |                |  |
| The Man Who Found Himself   | Nurse Doris King                   |                                      |              | 1937. |                  |                              |                |  |
| You Can't Beat Love         | Trudy Olson                        |                                      |              | 1937. |                  |                              |                |  |
| Music for Madame            | Jean Clemens                       |                                      |              | 1937. |                  |                              |                |  |
| A Damsel in Distress        | Lady Alyce Marshmorton             |                                      |              | 1937. |                  |                              |                |  |
| 1938.                       | Maid's Night Out                   | Sheila Harrison                      |              |       |                  |                              |                |  |
| 1938.                       | Blond Cheat                        | Juliette 'Julie' Evans               |              |       |                  |                              |                |  |
| 1938.                       | Sky Giant                          | Meg Lawrence                         |              |       |                  |                              |                |  |
| 1938.                       | The Duke of West Point             | Ann Porter                           |              |       |                  |                              |                |  |
| 1939.                       | Gunga Din                          | Emmy                                 |              |       |                  |                              |                |  |
| 1939.                       | Man of Conquest                    | Eliza Allen                          |              |       |                  |                              |                |  |
| 1939.                       | The Women                          | Mrs. John Day (Peggy)                |              |       |                  |                              |                |  |
| 1940.                       | Rebecca                            | The second Mrs. de Winter            | -            | 1941. | Suspicion        | Lina                         |                |  |
| 1942.                       | This Above All                     | Prudence Cathaway                    |              |       |                  |                              |                |  |
| 1943.                       |                                    | The Constant Nymph                   | Tessa Sanger | -     | 1943             | Jane Eyre                    | Jane Eyre      |  |
| 1944.                       | Frenchman's Creek                  | Dona St. Columb                      |              |       |                  |                              |                |  |
| 1945.                       | The Affairs of Susan               | Susan Darell                         |              | -     | 1946.            | From This Day Forward        | Susan Cummings |  |
| 1947.                       | Ivy                                | Ivy                                  |              | -     | 1948.            | Letter from an Unknown Woman | Lisa Berndle   |  |
| The Emperor Waltz           | Countess Johanna Augusta Franziska |                                      |              |       | 1948.            |                              |                |  |
| You Gotta Stay Happy        | Dee Dee Dillwood                   |                                      |              |       | 1948.            |                              |                |  |
| Kiss the Blood Off My Hands | Jane Wharton                       |                                      |              |       | 1948.            |                              |                |  |
| 1950.                       | September Affair                   | Marianne 'Manina' Stuart             |              |       |                  |                              |                |  |
| 1950.                       | Born to Be Bad                     | Christabel Caine Carey               |              |       |                  |                              |                |  |
| 1951.                       | Darling, How Could You!            | Alice Grey                           |              |       |                  |                              |                |  |
| 1952.                       | Something to Live For              | Jenny Carey                          |              |       |                  |                              |                |  |
| 1952.                       | Othello                            | Page                                 |              |       |                  |                              |                |  |
| 1952.                       | Ivanhoe                            | Rowena                               |              |       |                  |                              |                |  |
| 1953.                       | Decameron Nights                   | Fiametta/Bartolomea/Ginevra/Isabella |              |       |                  |                              |                |  |
| 1953.                       | Flight to Tangier                  | Susan Lane                           |              |       |                  |                              |                |  |
| 1953.                       | The Bigamist                       | Eve Graham                           |              |       |                  |                              |                |  |
| 1954.                       | Casanova's Big Night               | Francesca Bruni                      |              |       |                  |                              |                |  |
| 1956.                       | Serenade                           | Kendall Hale                         |              |       |                  |                              |                |  |
| 1956.                       | Beyond a Reasonable Doubt          | Susan Spencer                        |              |       |                  |                              |                |  |
| 1957.                       | Island in the Sun                  | Mavis Norman                         |              |       |                  |                              |                |  |
| 1957.                       | Until They Sail                    | Annelise                             |              |       |                  |                              |                |  |
| 1958.                       | A Certain Smile                    | Françoise Ferrand                    |              |       |                  |                              |                |  |
| 1961.                       | Voyage to the Bottom of the Sea    | Dr. Susan Hiller                     |              | -     | 1962.            | Tender Is the Night          | Baby Warren    |  |
| 1966.                       | The Witches                        | Gwen Mayfield                        |              |       |                  |                              |                |  |